# Judeolatín
El judeolatín o la‘az es la variedad lingüística hablada por las numerosas comunidades judías presentes en todo el Imperio romano, pero sobre todo de las comunidades judías de la península itálica y de la Galia Transalpina. 
Se ha propuesto que el judeolatín es la lengua predecesora de todas las lenguas judeorromances, pero solo se encuentra un vínculo fonológico estrecho con el shuadit (judeoprovenzal). Esta teoría sostiene que el shuadit y el zarfático evolucionaron a partir de dos variantes del la‘az ha-ma‘rav (judeolatín occidental) y que el judeoitaliano proviene del la‘az ha-darom (judeolatín meridional). La relación con el judeocatalán (o catalánico), el ladino y el judeoportugués resulta mucho más lejana.
El judeolatín no solo influyó en las demás lenguas judeorromances, sino también en el yiddish y el rotwelsch, a través de sus lenguas derivadas, el judeoitaliano, el shuadit y el zarfático.

## Lenguas relacionadas
Las relaciones históricas entre las distintas lenguas judeorromances son objeto de debate y, en el mejor de los casos, solo se han demostrado en parte y sin mucho fundamento. Estas lenguas son:
- Judeoaragonés
- Judeocatalán, Catalánico o Qatalanit
- Judeoespañol o Ladino
- Judeofrancés o Zarfático
- Judeoitaliano o Italkiano
- Judeoportugués o Lusitánico
- Judeoprovenzal o Shuadit